# Eighteen Visions
Eighteen Visions (a volte abbreviato a 18V) sono stati una band hardcore, metalcore nata in California nel 1995, attualmente sotto contratto con la Rise Records.

## Storia
Il gruppo fu fondato nell'ottobre del 1995 da James Hart e Ken Floyd, gli unici membri originali rimasti nella band fino al suo scioglimento.
L'anno dopo fu pubblicato l'EP di debutto Lifeless, a cui seguì il primo LP intitolato Yesterday Is Time Killed, registrato con la Cedargate Records. Dopo aver cambiato casa discografica, firmando un contratto con la Trustkill Records, incisero un album nel 2000, Until the Ink Runs Out. Per la raccolta "Best Of" la band ri-registrò molte delle loro precedenti canzoni.
Il loro stile cambiò nel 2002 con l'uscita di Vanity, dal quale fu tratto il loro primo video "You Broke Like Glass". Eighteen Visions pubblicarono quindi "Obsession" nel 2004 che fu il loro ultimo album con la casa discografica Trustkill Records.
Il 28 luglio 2006, pubblicarono l'album Eighteen Visions firmato dalla casa discografica Epic Records. Il loro singolo "Victim" scalò le classifiche e fu utilizzata come base ufficiale dello show di wrestling WWE Vengeance di quest'anno.
Il 9 aprile 2007 i membri annunciano lo scioglimento della band per permettersi di dedicarsi ad altri progetti.

## Formazione

### Ultima formazione
- James Hart - voce
- Ken William Floyd - batteria (1996-2004), chitarra (2004-present)
- Keith Barney - chitarra
- Mick Richard Morris - basso
- Trevor Dark Baby - batteria (2004-present)

### Ex componenti
- Brandan Schieppati - chitarra (Bleeding Through)
- Javier Van Huss - basso
- Dave Peters - chitarra (Throwdown)
- Jason "Edgemeister" Shrout - batteria (2004) (Nervous Wreck)

## Discografia
Album in studio
- 1999 - Yesterday is Time Killed
- 2000 - Until the Ink Runs Out
- 2001 - The Best of Eighteen Visions
- 2002 - Vanity
- 2004 - Obsession
- 2006 - Eighteen Visions
- 2017 - XVIII
- 2021 - 1996

EP
- 1997 - Lifeless
- 2020 - Inferno

Singoli
- 2000 - No Time for Love
- 2004 - Waiting for The Heavens
- 2004 - Tower of Snakes
- 2005 - I Let Go
- 2006 - Tonightless
- 2006 - Victim
- 2017 - Oath
- 2017 - Crucified
- 2017 - The Disease, The Decline and Wasted Time